# نیروگاه استیل‌آذین ایرانیان
نیروگاه استیل آذین ایرانیان (استان سمنان در شهر دامغان، کیلومتر ۱۰ جادهٔ دامغان - سمنان در منطقه رضی‌آباد)، یکی از نیروگاه‌های ایران از نوع سیکل ترکیبی با ظرفیت تولید ۵۰۰ مگاوات در زمینی به مساحت ۵۰ هکتار است.
این نیروگاه در حال ساخت است و اولین فاز آن در سال ۱۳۹۳ به بهره‌برداری می‌رسد و قرار است طی ۳ سال و نیم فازهای مختلف نیروگاه به شبکه متصل شوند.
این نیروگاه که متعلق به هلدینگ استیل آذین ایرانیان است توسط چین با اعتبار ۳۰۰ میلیون یورو ساخته می‌شود.
قرار است برق تولیدی در سال‌های اولیه به وزارت نیرو و پس از آن صادرات برق را به کشورهای همسایه از جمله عراق خواهد داد.